# Chip White
Alan „Chip“ White (* 21. Dezember 1946 in New York City; † 5. August 2020 ebendort) war ein US-amerikanischer Jazzmusiker (Schlagzeug).

## Leben und Wirken
White begann mit neun Jahren Perkussion zu lernen. Während seines Studiums auf dem Ithaca College nahm er Unterricht an der Berklee School of Music; in späteren Jahren studierte er Orchestrierung und Arrangement bei Frank Foster. Ab den 1970er-Jahren arbeitete er als professioneller Schlagzeuger mit Musikern wie Enrico Rava, Tom Waits, Etta Jones, Houston Person, Teddy Edwards und Jaki Byard. 1994 gründete er das Chip White Ensemble, produzierte ein Jazzmusical (Manhattan Moments, 1990) und tourte mit dem Houston Person-Etta Jones Quintet. 1994 nahm White sein Debütalbum Harlem Sunset für das Label Postcards auf. Ab den 1990er-Jahren wirkte er außerdem bei Aufnahmen von Jeff Berman, Klaus Ignatzek, Irene Reid und Terri Franklin mit. Im Bereich des Jazz war er laut Tom Lord zwischen 1993 und 2011 an 20 Aufnahmesessions beteiligt. Außerdem produzierte er mehrere Alben mit seiner eigenen Musik, darunter seine Dedications-Reihe. White war Autor eines Gedichtbandes über Jazzmusiker, I'm Just a Drummer in the Band. Er starb im August 2020 im Alter von 73 Jahren.

## Diskographische Hinweise
- Music and Lyrics (2005), mit Houston Person, Lafayette Harris, George Kaye, Gail Allen
- Double Dedication (Dark Colours, 2007), mit Randy Brecker, Wycliffe Gordon, Steve Wilson, Kenny Barron, Ray Drummond, Gail Allen
- More Dedications Vol. II (2008), mit Duane Eubanks, Wycliffe Gordon, Patience Higgins, Steve Nelson, Mulgrew Miller, Peter Washington
- Personal Dedications and Percussive Tributes (Dark Colours, 2011), mit Randy Brecker, Wycliffe Gordon, Steve Wilson, Patience Higgins, Renee Rosnes, Peter Washington, Steven Kroon
- Vol. IV: Family Dedications and More (Dark Colours, 2014)